# Chả

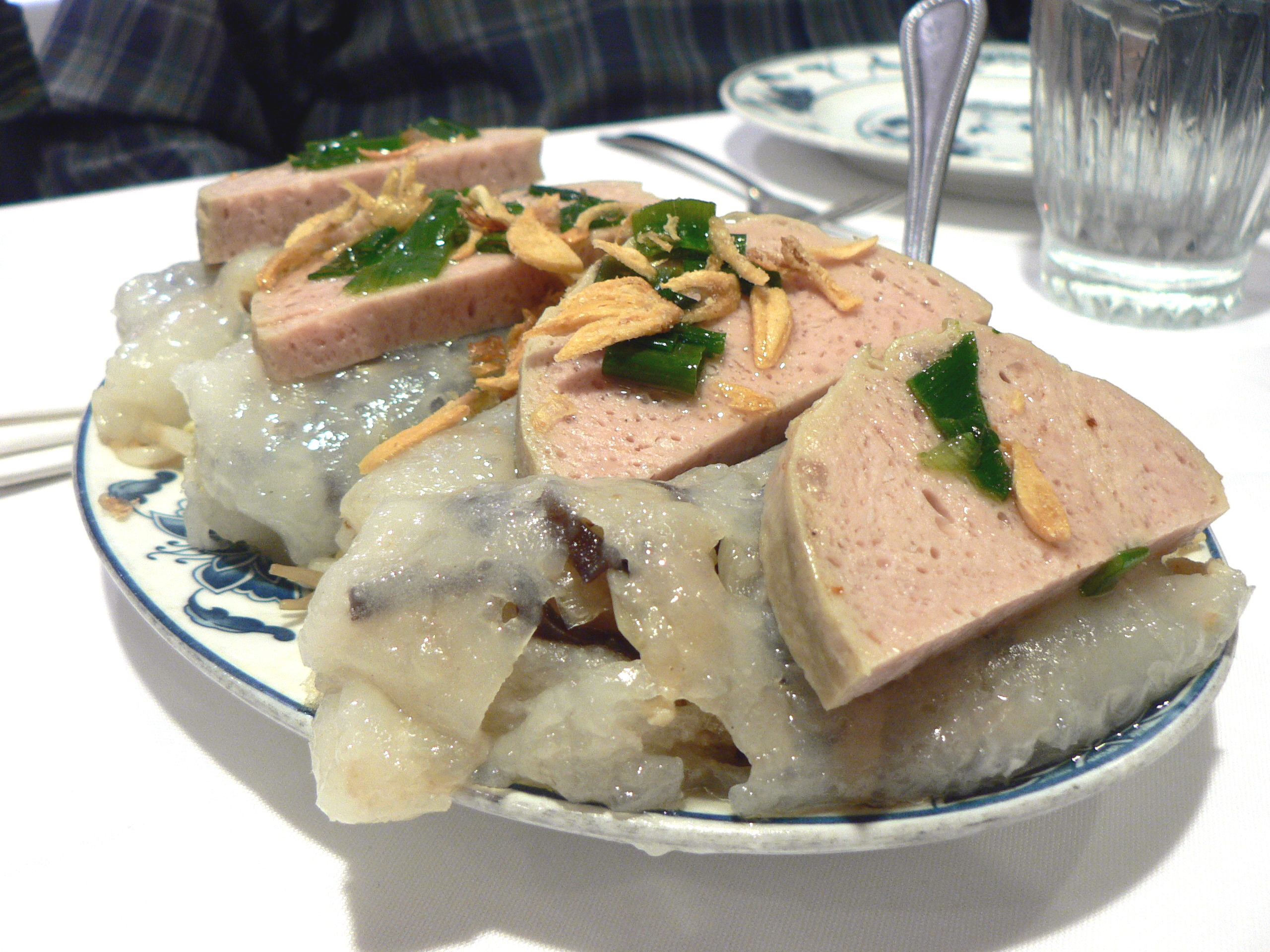
In plakken gesneden chả lụa geserveerd op bánh cuốn, gegarneerd met gebakken sjalot

Chả is de Vietnamese benaming voor een gevulde worst. Er is een grote diversiteit aan mogelijke vullingen:
- Varkensvlees (Chả lụa)
- Gemalen kip (Chả gà)
- Gehakt (Chả bò)
- Vis (Chả cá)
- Tofoe of vegetarische (Chả chay)
- Gestoomde varkensvleesbrood belegd met eierdooiers (Chả trứng hấp)